# Bernardino Ludovisi
Bernardino Ludovisi, född 2 januari 1694 i Rom, död 11 december 1749 i Rom, var en italiensk skulptör under barockepoken. 

## Biografi
Bernardino Ludovisis första dokumenterade verk är gravmonumentet över don Porfirio Antonini från 1718, tidigare i kyrkan San Giovanni in Ayno.
I Jesuitordens moderkyrka Il Gesù har Ludovisi tillsammans med Lorenzo Ottoni skulpterat Den heliga Treenigheten för den helige Ignatius av Loyolas altare; skulpturgruppen formgavs dock av Leonardo Reti. I basilikan Sant'Ignazio har Ludovisi utfört två änglar för den helige Aloysius Gonzagas altare; de håller i liljor, symbol för renhet och oskuldsfullhet.
Ludovisis sista arbete är gravmonumentet över Maria Lucrezia Rospigliosi Salviati, vilket återfinns i basilikan Santi Apostoli. En kvinnlig ängel ses öppna sarkofagen och upptäcker den avlidnas skulpterade kvarlevor.

## Verk i urval
- Gravmonument över don Porfirio Antonini (1718; förstört) – San Giovanni in Ayno[2]
- Den heliga Treenigheten (tillsammans med Lorenzo Ottoni) – Cappella di Sant'Ignazio, Il Gesù[4][5]
- Den helige påven Paschalis I – fasaden, Santa Maria Maggiore[2]
- Sakarias döper Johannes Döparen – portiken, San Giovanni in Laterano[6]
- Den helige Augustinus – fasaden, San Giovanni in Laterano[2]
- Två änglar – Den helige Aloysius Gonzagas altare, Sant'Ignazio[7][8]
- Gravmonument över kardinal Giorgio Spinola (1744) – San Salvatore alle Coppelle[9][10]
- De fyra evangelisterna – fasaden, Santissima Trinità dei Pellegrini[11][12]
- La Fertilità dei campi – Fontana di Trevi[13]
- Gravmonument över Maria Lucrezia Rospigliosi Salviati (1749) – Cappella di San Francesco, Santi Apostoli[2][14][15]

## Bilder
| - Ängel i Sant'Ignazio. - Fasaden till Santissima Trinità dei Pellegrini med de fyra evangelisterna. - La Fertilità dei campi, Fontana di Trevi. |